# Segezi Kule Xiang
Segezi Kule Xiang (kinesiska: 色格孜库勒乡, 色格孜库勒) är en socken i Kina. Den ligger i den autonoma regionen Xinjiang, i den nordvästra delen av landet, omkring 960 kilometer sydväst om regionhuvudstaden Ürümqi. Antalet invånare är 9 576. Befolkningen består av 4 675 kvinnor och 4 901 män. Barn under 15 år utgör 32 %, vuxna 15-64 år 62 %, och äldre över 65 år 4,0 %.
Genomsnittlig årsnederbörd är 62 millimeter. Den regnigaste månaden är juni, med i genomsnitt 18 mm nederbörd, och den torraste är oktober, med 1 mm nederbörd.